# Koperkopsmaragdkolibrie
De koperkopsmaragdkolibrie (Microchera cupreiceps synoniem: Elvira cupreiceps) is een vogel uit de familie Trochilidae (kolibries) en de geslachtengroep Trochilini (briljantkolibries).

## Verspreiding en leefgebied
Deze soort is endemisch in Costa Rica.

## Status
De grootte van de populatie is in 2019 geschat op 20-50 duizend volwassen vogels. Op de Rode lijst van de IUCN heeft deze soort de status niet bedreigd.  